# 유령마차
유령마차(Korkarlen, The Phantom Carriage)는 스웨덴에서 제작된 빅터 소스트롬 감독의 1921년 드라마, 공포, 스릴러 영화이다. 셀마 라겔뢰프의 소설을 바탕으로 제작되었다. 빅터 소스트롬 등이 주연으로 출연하였다.

## 출연

### 주연
- 빅터 소스트롬

### 조연
- 아스트리드 홀름
- 줄리아 캐서